# Cornelius Ryan
Cornelius Ryan (Dublino, 5 giugno 1920 – New York, 23 novembre 1974) è stato un giornalista, scrittore e storico irlandese naturalizzato statunitense, principalmente noto per i suoi scritti di storia militare, specialmente sulla seconda guerra mondiale.

## Biografia

### Giovinezza
Nato a Dublino ed educato alla "Christian Brothers' School Synge Street, South Circular Road" a Dublino, Ryan andò a Londra nel 1940, e divenne corrispondente per il Daily Telegraph nel 1941. Inizialmente si occupò della guerra aerea in Europa, partecipando a quattordici missioni di bombardamento con l'VIII e la IX Forza Aerea statunitense; successivamente si unì all'armata del generale Patton e seguì le sue azioni fino alla fine della guerra in Europa. Si trasferì nel teatro del pacifico nel 1945 e nel 1946 a Gerusalemme.

### Emigrazione
Ryan emigrò negli Stati Uniti nel 1947 per lavorare al Time magazine, seguito da altre riviste, tra cui il Collier's Weekly e il Reader's Digest. Ha sposato Kathryn Morgan (1925-1993), scrittrice, e divenne cittadino naturalizzato degli Stati Uniti nel 1950.

### Carriera
Nel 1956 cominciò a scrivere sullo sbarco degli Alleati, il 6 giugno 1944, in The Longest Day (Il giorno più lungo). Pubblicato nel 1959, riscosse enorme successo. The Last Battle (L'ultima battaglia) uscì nel 1966. Entrambi i libri, longseller sempre ristampati, sono assurti a classici sulla storiografia della Seconda Guerra Mondiale. Quell'ultimo ponte, uscito nel settembre 1974, racconta la storia della sfortunata Operazione Market Garden. Da The Longest Day e A Bridge Too Far furono tratti due celebri adattamenti cinematografici.
Ryan fu insignito della Legion d'onore, e della Laurea ad honorem per la letteratura dall'Università dell'Ohio, dove è ospitata la collezione di Ryan, nell'Alden Library. 
Già malato, egli concluse con fatica Quell'ultimo ponte: morì di cancro mentre era impegnato nel tour promozionale, solo due mesi dopo la pubblicazione.
Quattro anni dopo la sua scomparsa, la sua battaglia contro il cancro fu raccontata in A Private Battle, scritto dalla moglie utilizzando le note da lui scritte segretamente proprio a quello scopo. È sepolto, solo, nel Ridgebury Cemetery, a Ridgefield (Connecticut).

## Opere
- C. Ryan-Frank Kelley, Star-Spangled Mikado, New York, R.M. McBride, 1946.
- C. Ryan-Frank Kelley, MacArthur: Man of Action, Garden City, New York, Doubleday, 1950.
- One Minute to Ditch!, New York, Ballantine Books, 1957.
- Il giorno più lungo. 6 giugno 1944 (The Longest Day: 6 June 1944 D-Day, 1959), traduzione di Antonio De Falco, Collezione Memorie e Documenti, Milano, Garzanti, 1961.  - Collana TEA Storica n.12, Milano, TEA, 1994, ISBN  978-88-781-9660-5; Collana SuperBur Saggi, Milano, Rizzoli, 2003, ISBN 978-88-171-0728-0; Collana BUR La Storia · Le Storie, Milano, Rizzoli, 2016, ISBN 978-88-170-8948-7.
- L'ultima battaglia (The Last Battle, 1966), traduzione di Argia Micchettoni, Collezione Memorie e Documenti, Milano, Garzanti, 1966. - Collana SuperBur Saggi, Milano, Rizzoli, 2002, ISBN 978-88-171-2936-7; Collana BUR La Storia · Le Storie, Rizzoli, 2025, ISBN 978-88-171-9338-2.
- Quell'ultimo ponte ( A Bridge Too Far, 1974), traduzione di Lucia Krasnik, Collezione Le Scie, Milano, Mondadori, 1974. - Collana Oscar n.943, Mondadori, 1979; Collana Oscar Storia n.4, Mondadori, 1990; cartine di Rafael Palacios, Collana Oscar Storia n.243, Mondadori, 2001, ISBN 978-88-044-9111-8; Collana SuperBur Saggi, Milano, Rizzoli, 2001, ISBN 978-88-171-2607-6.
- A Private Battle, completato postumo dalla vedova Kathryn Morgan Ryan, New York, Simon & Schuster, 1979.

## Adattamenti
- Il giorno più lungo
- Quell'ultimo ponte